# Jussi Jääskeläinen
Jussi Albert Jääskeläinen (* 19. April 1975 in Mikkeli) ist ein finnischer ehemaliger Fußballtorhüter und 56-facher Nationalspieler seines Heimatlands. Bekannt wurde er besonders als langjähriger Torwart des englischen Klubs Bolton Wanderers, für den er von November 1997 bis 2012 unter Vertrag stand und in über 600 Pflichtspielen zwischen den Pfosten stand. In der finnischen Auswahlmannschaft war er hinter Antti Niemi zunächst häufig nur Ersatzmann, bevor er im Jahr 2005 zur „Nummer 1“ aufstieg.

## Profikarriere

### Im Verein

#### Finnische Anfangsstationen (1992–1997)
Jääskelainens erster Profiklub war der in seiner Geburtsstadt beheimatete MP Mikkeli. Dort – im Südosten Finnlands – hatte er vor dem Übergang in die Profilaufbahn noch als Elektriker gearbeitet. Nach seinem Debüt im Jahr 1992 war er in den beiden Spielzeiten 1994 und 1995 Stammtorhüter bei den „Blauen“ und sicherte diesen jeweils knapp den Klassenerhalt in der Veikkausliiga, der höchsten finnischen Spielklasse. Zur Saison 1996 wechselte er zum Ligakonkurrenten Vaasan PS und während sein alter Klub als Tabellenletzter den Gang in die zweitklassige Ykkönen antreten musste, ging er mit „VPS“ als Sieger der Abstiegsrunde hervor. Dass der Klub aus der westfinnischen Hafenstadt im Jahr darauf bereits die Vizemeisterschaft gewann, war zu einem Großteil seinem jungen Torhüter zu verdanken, der in 27 Ligaspielen nur 20 Gegentore kassiert hatte – lediglich zwei mehr als der neue Meister HJK Helsinki.

#### Bolton Wanderers (1997–2012)
Im November 1997 heuerte Jääskeläinen für eine Ablösesumme von rund 100.000 Pfund beim englischen Erstligisten Bolton Wanderers an. Dort saß er zunächst nur auf der Ersatzbank, aber nach dem Abstieg in die zweitklassige First Division und dem Kreuzbandriss von Stammtorhüter Keith Branagan stand er in der Saison 1998/99 plötzlich dauerhaft in der Startformation der „Trotters“. Licht und Schatten wechselten in Jääskelainens Anfangszeit im englischen Fußball, wobei einer Serie von neun Pflichtspielen mit sechs Partien ohne Gegentor spätere Nervositäten und Formschwächen zum Ende der Spielzeit entgegenstanden – was Trainer Colin Todd gar dazu veranlasste, mit Steve Banks einen weiteren Torwart als „Absicherung“ zu verpflichten. Das anschließende Jahr hatte daher in sportlicher Hinsicht bereits richtungweisenden Charakter. Branagan eroberte sich zunächst seinen Stammplatz zwischen den Pfosten zurück, brach sich dann allerdings im Oktober 1999 ein Bein, wodurch Jääskelainen wieder im Fokus stand. Dieser nutzte fortan seine zweite Chance und aus dem vormals etwas unsicher wirkenden Neuling entwickelte sich ein reaktionsschneller Schlussmann mit neuen Stärken in Strafraumbeherrschung, Ballbehandlung und bei „Eins-gegen-Eins“-Situationen. Erster Achtungserfolg war zudem nach nur einer Niederlage in den letzten 13 Ligaspielen die Teilnahme an den Play-off-Spielen zum Aufstieg. Hier verpasste er zwar im Halbfinale gegen Ipswich Town die Rückkehr in die erste Liga, aber bereits nach der anschließenden Saison 2000/01 waren die Bolton Wanderers wieder in der Premier League vertreten. Dabei hatte Jääskelainen 27 Ligapartien absolviert, bevor er nach einer schweren Verletzung im Januar 2001 bis zum Saisonende in den entscheidenden Spielen pausieren musste.
In seiner ersten Premier-League-Saison 2001/02 bewährte sich Jääskelainen im dortigen Abstiegskampf und zeigte sich zunehmend durchsetzungsfähig und körperlich „präsenter“ im eigenen Strafraum. Endgültig in die Topriege der Torhüter im englischen Erstligafußball katapultierte er sich in der Spielzeit 2002/03, in der er wie im Jahr darauf nicht ein einziges Ligaspiel verpasste. Zu den medial meistbeachteten Leistungen zählten jene in den Heimspielen gegen Aston Villa und den FC Chelsea, aber ganz besonders beim Auswärtsremis gegen den FC Everton, das ihn in eine Art Privatduell mit Wayne Rooney verwickelte. Ausdruck des zunehmenden Stellenwerts in der Mannschaft und des gestiegenen Selbstbewusstseins war dazu seine neu gewonnene Fähigkeit, seine Vorderleute lautstärker zu dirigieren als zuvor. In der Saison 2004/05 war er im Kader mittlerweile der Spieler mit der längsten Vereinszugehörigkeit und besonders zu Beginn des Jahres 2005 war er mit sechs „weißen Westen“ in acht Premier-League-Spielen ein Garant dafür, dass der achte Rang aus dem Vorjahr mit dem sechsten Platz noch einmal verbessert wurde und sich der Klub sogar erstmals für den UEFA-Pokal qualifizierte. Dort zog er bis in die Runde der letzten 32 Mannschaften vor, verlor hier mit seinen Mannen aber gegen Olympique Marseille. Weiterer Ausdruck von Beständigkeit war sowohl in der Saison 2005/06 die dritte Ligaplatzierung unter den ersten Acht in Serie mit 14 Partien ohne Gegentor für Jääskelainen als auch im Jahr darauf die zweite Qualifikation für den UEFA-Pokal über den siebten Rang in der Liga. Auch hier hatte er mit zwei gehaltenen Elfmetern beim 1:0-Sieg in Blackburn und mit den Leistungen bei den 1:0-Erfolgen gegen Aston Villa und den FC Portsmouth einen maßgeblichen Anteil – am Ende wurde er vereinsintern zum besten Spieler der abgelaufenen Saison 2006/07 gewählt.
Die sportliche Positiventwicklung geriet schließlich in der Spielzeit 2007/08 ins Stocken. Sportlich lief es nun insgesamt deutlich schlechter und zum Ende war sogar der Klassenerhalt äußerst knapp. Im März 2008 verletzte sich Jääskelainen beim Aufwärmen gegen Sporting Lissabon zudem am Rücken und so endete danach auch eine Serie von 121 Ligaspielen ohne Unterbrechung. Seinen ursprünglich im Sommer 2008 auslaufenden Vertrag verlängerte er dann um vier weitere Jahre und mit der gewohnten Konstanz hielt er den Klub – besonders durch Leistungen, wie beim 1:0-Erfolg gegen den Abstiegskonkurrenten Hull City – fernab der untersten Tabellenränge. Mit seinem 400. Pflichtspiel für die Trotters war er der erst 20. Spieler in der langen Vereinsgeschichte, der diese Marke erreichte und in Anerkennung seiner Verdienste gestand ihm der Klub im August 2009 ein „Testimonial Match“ – eine Art persönliches Benefizspiel – gegen Hibernian Edinburgh zu. Auch in der Saison 2009/10 war Jääskelainen wieder ein wichtiger Faktor dafür, dass Bolton der Premier League erhalten blieb. Darüber hinaus zeigte er sich speziell beim 1:1 im FA Cup gegen Tottenham Hotspur trotz seiner mittlerweile 35 Jahre in herausragender Form. Im gleichen Wettbewerb absolvierte er am 12. März 2011 gegen Birmingham City seinen 500. Pflichtspieleinsatz für die Bolton Wanderers.

### Finnische Nationalmannschaft
Nach insgesamt 14 Einsätzen für die finnische U-21-Auswahl debütierte Jääskeläinen im März 1998 gegen Malta für die A-Mannschaft seines Heimatlandes. Aber obwohl er sich in den folgenden Jahren beständig im englischen Vereinsfußball etablierte, stand er lange im Schatten des finnischen Stammtorhüters Antti Niemi. Erst nach dessen Rücktritt im Mai 2005 wurde er in die Stammformation befördert und zwischen März 2005 und Oktober 2009 kam er 15 Mal in WM-Qualifikationsspielen zum Einsatz. Eine Endrundenteilnahme war ihm jedoch nicht vergönnt; ebenso scheiterte er mit seiner Mannschaft in der Qualifikation zur Euro 2008 in der Schweiz und Österreich. Die Partie am 14. Oktober 2009 gegen Deutschland (1:1) war zunächst sein letzter Auftritt. Er verkündete im Anschluss seinen Rücktritt und nur am 6. Oktober 2010 stand er nach der Verletzung von Otto Fredrikson noch einmal für Finnland zwischen den Pfosten.